# Villongo
Villongo ist eine Gemeinde der Provinz Bergamo in der italienischen Region Lombardei mit 8143 Einwohnern (Stand 31. Dezember 2023). Sie liegt im Valcalepio 60 km nordöstlich von Mailand und 20 km östlich von Bergamo.

## Geographie
Der Ort besteht aus den Fraktionen San Filastro und Sant'Alessandro, die 1927 zur Gemeinde Villongo vereint wurden. Die Gemeinde gehört zur Comunità montana Monte Bronzone e del Basso Sebino.

## Geschichte
Die Ortschaften Villongo San Filastro und Villongo Sant'Alessandro waren schon im Mittelalter bewohnt, was Ausgrabungen im 19. Jahrhundert nachweisen. Beide Ortschaften vereinigten sich 1927 und bildeten die heute bestehende Gemeinde Villongo.

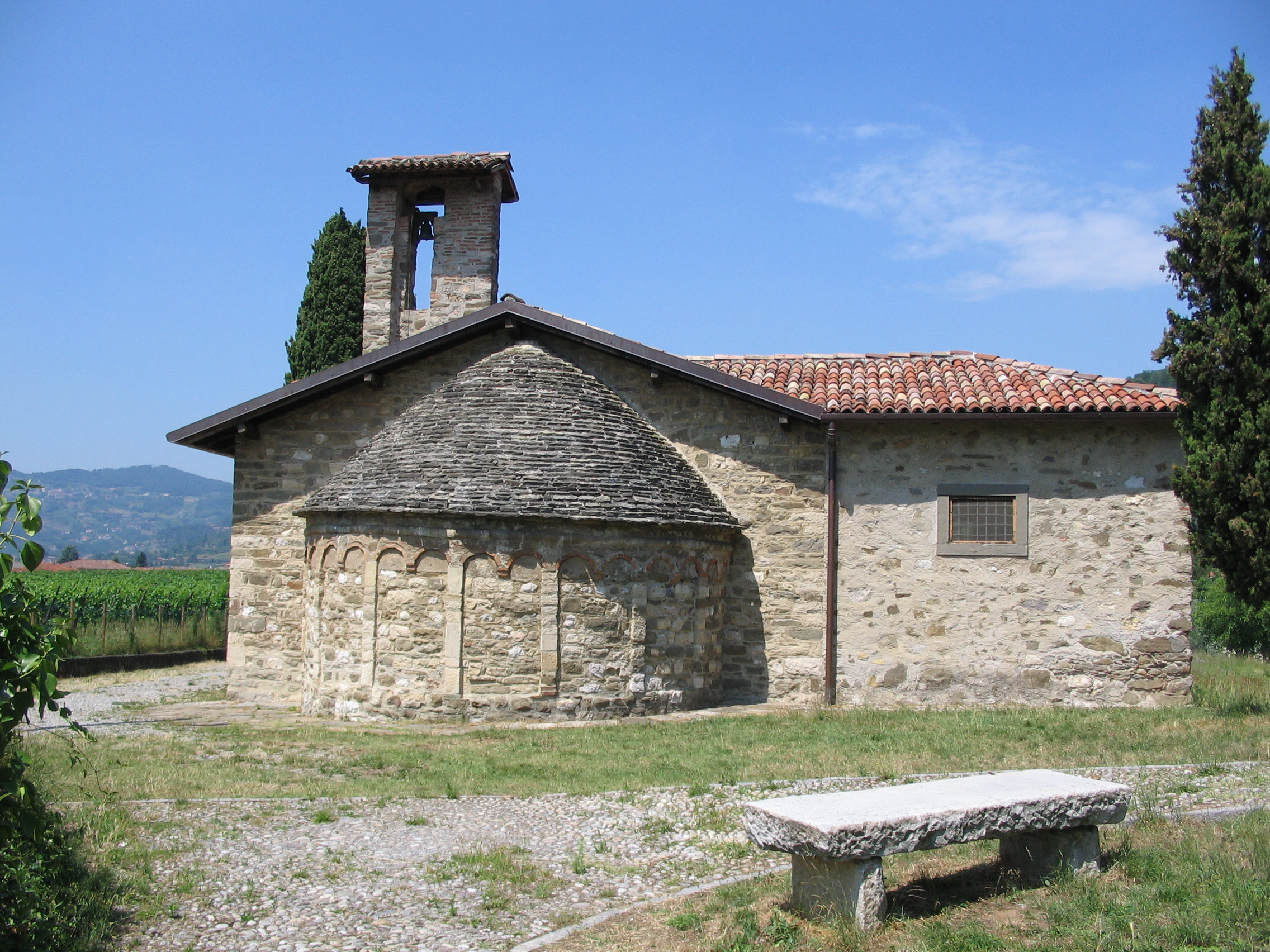
Sant'Alessandro ad Agros, 12. Jahrhundert